# Saint-Pé-de-Léren
Saint-Pé-de-Léren – miejscowość i gmina we Francji, w regionie Nowa Akwitania, w departamencie Pireneje Atlantyckie. Saint-Pé stanowi skróconą formę Saint-Pierre.
Według danych na rok 1990 gminę zamieszkiwało 207 osób, a gęstość zaludnienia wynosiła 39 osób/km² (wśród 2290 gmin Akwitanii Saint-Pé-de-Léren plasuje się na 970. miejscu pod względem liczby ludności, natomiast pod względem powierzchni na miejscu 1407.).